# 舞子トンネル
舞子トンネル（まいこトンネル）は、兵庫県神戸市垂水区の神戸淡路鳴門自動車道内にあるトンネルである。

## 概要

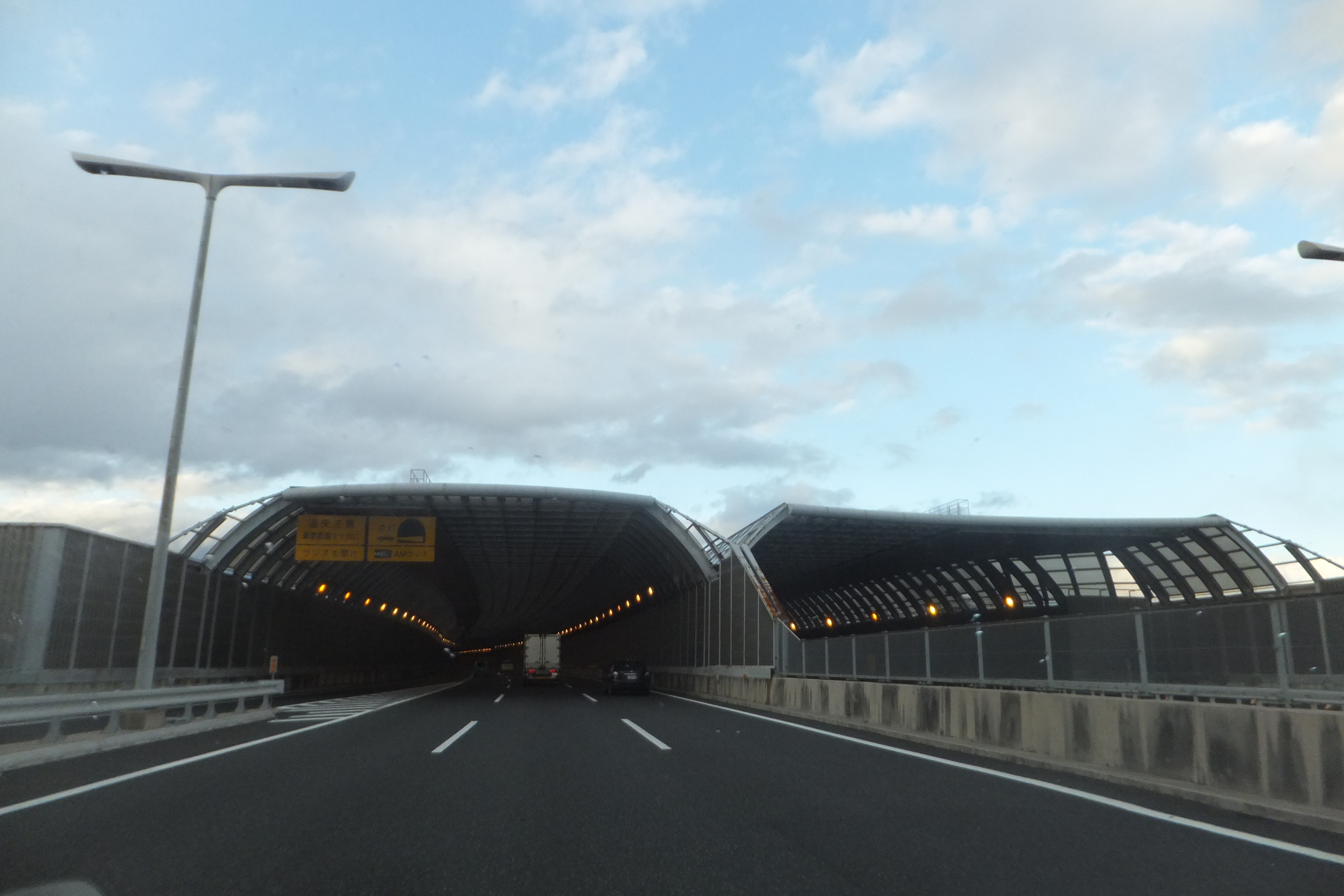
舞子トンネル上り側

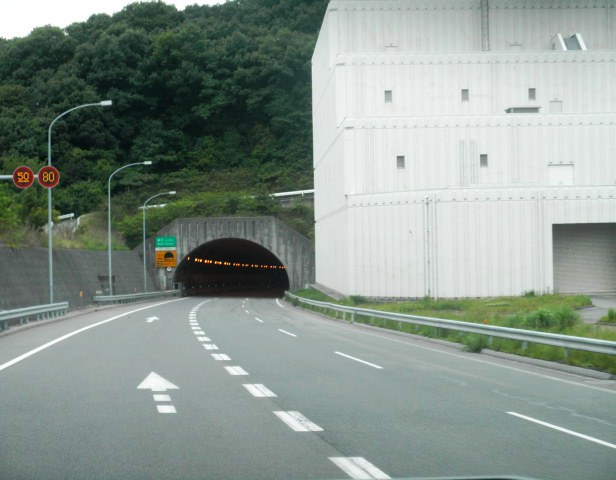
舞子トンネル下り側

- 延長 : 上り線 3,293m・下り線 3,254m
- 工期 : 1992年3月 - 1997年3月

- 起点 : 兵庫県神戸市垂水区名谷町
- 終点 : 兵庫県神戸市垂水区舞子台

- 片側3車線の道路であり、また、神戸淡路鳴門自動車道で最長のトンネルである。垂水IC/JCT-舞子BS間を結んでいる。この建設はCD工法で未固結地山を克服しており、耐水未固結な大阪層群の砂層や砂礫層を水抜きシールドと6分割中壁工法より施行し、5年がかりで完成した。そして1998年4月5日に神戸淡路鳴門自動車道全線開通と同時に供用開始された。
- トンネルの上には舞子墓園、神戸市立星陵台中学校、第二神明道路 高丸IC、舞子ゴルフ倶楽部などがある。
- 垂水IC/JCT-淡路IC/SA間にあるため、自家用車で明石海峡大橋を渡る際には必ず通ることになる。

## 渋滞
上り線では、舞子トンネルが渋滞が多く発生する場所となっている。この渋滞は、トンネルを出るとすぐ垂水ジャンクションの分岐となり、神戸市街・姫路方向となる分岐のある左車線への車線変更・交通集中、サグによる上り勾配での速度低下が主な原因となっている。本四高速では混雑期間中、神戸・大阪方面へは垂水JCTで分岐せず、その先の分岐まで乗り通すことを推奨している。

## 周辺の施設
- JR神戸線 舞子駅
- 山陽電鉄本線 舞子公園駅
- 明石海峡大橋（舞子BSの南すぐ）